# Zygadenus volcanicus
Zygadenus volcanicus là một loài thực vật có hoa trong họ Liliaceae. Loài này được Benth. miêu tả khoa học đầu tiên năm 1842.